# Werner Wilk
Werner Wilk (* 6. September 1900 in Neubrandenburg; † 14. Januar 1970 in Berlin) war ein deutscher Schriftsteller, Lektor und Redakteur.

## Leben
Wilk arbeitete nach einer Ausbildung zum Konstrukteur in wechselnden Berufen, so im erlernten, als Schauspieler, Redakteur, Werbeleiter, Verlagslektor, freier Schriftsteller und Literaturkritiker. Auch Tätigkeit als Regieassistent am Theater. Dieses in den 1920er Jahren, in denen er sich bis 1927 hauptsächlich als Bühnenschauspieler verdingte. Im Jahre 1930 gab Wilk zusammen mit dem Maler und Graphiker Wilhelm Hildebrandt eine kurzlebige Osnabrücker Halbmonatsschrift heraus.
In der Nachkriegszeit wurde er leitende redaktionelle Kraft bei Rütten & Loening.
Als Schriftsteller widmete er sich zunächst vor allem erzählerischen Formen, in denen er spannungsreich und zeitkritisch zu unterhalten wusste. In seinen Werken interessierten ihn vor allem Kriegs- und Nachkriegsthemen. In den 1950er Jahren kam Literaturkritik und das Radiohörspiel als Schwerpunkt hinzu. Seinen berühmtesten Roman veröffentlichte er 1957 mit Der Verrat. Für seine Erzählung Hellriegel erhielt er 1959 den Bertelsmann-Preis.
In der Zeit von 1958 bis 1967 leitete er neben seiner Arbeit als freier Schriftsteller die Literaturabteilung des RIAS Berlin.
Der aus Mecklenburg stammende Wilk lebte bis zu seiner Flucht nach West-Berlin im Jahr 1951, wo er bis zu seinem Tod lebte, in Potsdam. Seine Grabstätte befindet sich auf dem Neuen Friedhof der St. Mathäi-Gemeinde in Berlin.
Die Staatsbibliothek Berlin würdigte Wilk zu seinem hundertsten Geburtstag posthum mit einer Ausstellung.

## Bibliographie (Auswahl)
- Wesenholz (1949/50)
- Zwischen zwei Ufern (1954)
- Der Verrat (1957)
- … hinab gen Jericho (1960)
- Fortunas Gebrechen (1962)
- Werner Bergengruen (1968)

## Hörspiele
- 1954: Nach einigen Regeln der Taktik – Regie: Peter Thomas
- 1956: Der Karikaturist und das Wunder – Regie: Hanns Korngiebel
- 1957: Keiner weiß, wohin er flieht – Regie: Hanns Korngiebel
- 1959: Der Kontrolleur – Regie: Heinz von Cramer